# أشلي شيبارد
أشلي شيبارد (بالإنجليزية: Ashley Sheppard)‏ هو لاعب كرة قدم أمريكية أمريكي، ولد في 21 يناير 1969 في غرينفيل في الولايات المتحدة.

## وصلات خارجية
- أشلي شيبارد على موقع مرجع كرة القدم المحترفة.كوم (الإنجليزية)
- أشلي شيبارد على موقع JustSportsStats.com (الإنجليزية)